# Shichikashuku
Shichikashuku (七ヶ宿町?) è una cittadina giapponese della prefettura di Miyagi.